# Georgia Ward
Georgia Ward (17 de agosto de 1985) es una deportista británica que compitió en saltos de plataforma. Ganó cuatro medallas en el Campeonato Europeo de Natación, en los años 2015 y 2016.

## Palmarés internacional
| Campeonato Europeo | Campeonato Europeo    | Campeonato Europeo | Campeonato Europeo           |
| Año                | Lugar                 | Medalla            | Prueba                       |
| ------------------ | --------------------- | ------------------ | ---------------------------- |
| 2015               | Rostock (Alemania)    | Medalla de plata   | Plataforma 10 m sincro       |
| 2016               | Londres (Reino Unido) | Medalla de plata   | Plataforma 10 m sincro mixto |
| 2016               | Londres (Reino Unido) | Medalla de bronce  | Plataforma 10 m              |
| 2016               | Londres (Reino Unido) | Medalla de bronce  | Equipo mixto                 |